# Heinrich Biltz
Heinrich Biltz (26 de maig de 1865, Berlín, Prússia - 29 d'octubre 1943, Breslau, Alemanya) fou un químic alemany.

## Biografia
Després de la seva diplomatura a l'Escola de Gramàtica Reial (Königliches Wilhelm-Gymnasium) de Berlín el 1885, començà a estudiar química a la Universitat Humboldt de Berlín amb August Wilhelm von Hofmann i, més tard, a la Universitat de Göttingen amb Viktor Meyer. El 1888 va doctorar en ciències naturals amb la continuació de les investigacions començades per Viktor Meyer sobre les masses moleculars de les substàncies a temperatures elevades.
A partir del 1891 fou professor de química a la Universitat de Greifswald i el 1897 fou nomenat catedràtic del Departament de Química Inorgànica de la Universitat de Kiel. Des del 1911 fins a la seva jubilació el 1933 fou professor al recent creat Albert Ladenburg Institut de la Universitat de Breslau (Wrocław). El seu treball fou interromput quan va participar en la Primera Guerra Mundial com a oficial de reserva. Després de la guerra seguí amb les activitats de recerca, sovint en estreta col·laboració amb el seu germà menor Wilhelm Biltzar, també químic, i amb més químics de renom.

## Obra
Els seus primers estudis foren la continuació de les investigacions de Viktor Meyer, hi destacava la determinació de la densitat del vapor del clorur d'estany (II) i del sofre. El 1908 sintetitzà la fenitoïna, que s'utilitzà durant més de treta anys en el tractament dels atacs epilèptics. Seguí amb estudis en el camp de la química orgànica, especialment investigà les reaccions de l'acetilè i les d'autooxidació. Després es concentrà en la recerca sobre la química de l'àcid úric, i va poder demostrar la completa oxidació de l'àcid úric amb diversos agents oxidants.